# Scientific Linux
Scientific Linux (SL) est une distribution Linux Open Source, codéveloppée par Fermi National Accelerator Laboratory et par le CERN. Elle est basée sur Red Hat Enterprise Linux (RHEL) avec l'intention d'être 100 % compatible au niveau binaire.

## Historique
Le Fermilab avait déjà produit une distribution Linux connue sous le nom de Fermi Linux LTS 3.0.1, basée sur RHEL. Le CERN développait la prochaine version de Cern Linux, également basée sur RHEL. Le CERN demanda au Fermilab de mettre en place une collaboration commune. Connie Sieh était la développeuse principale pour les premiers prototypes et pour la publication initiale.
La première version officielle a été publiée le 10 mai 2004.
Les logiciels inclus dans la distribution sont utiles pour les scientifiques et ceux qui travaillent avec des données scientifiques.
Le 22 avril 2019, le projet a annoncé la fin des développements : il n'y aura pas de version 8, mais désormais une collaboration à CentOS.

### Historique des versions
| Date de publication | Version (Officielle)   | Nom de code |
| ------------------- | ---------------------- | ----------- |
| 2004-05-10          | Scientific Linux 3.0.1 | Feynman     |
| 2004-06-21          | Scientific Linux 3.0.2 | Feynman     |
| 2004-10-01          | Scientific Linux 3.0.3 | Feynman     |
| 2005-02-11          | Scientific Linux 3.0.4 | Feynman     |
| 2005-04-20          | Scientific Linux 4.0   | Beryllium   |
| 2005-07-25          | Scientific Linux 3.0.5 | Feynman     |
| 2005-08-06          | Scientific Linux 4.1   | Beryllium   |
| 2005-11-22          | Scientific Linux 4.2   | Beryllium   |
| 2006-05-08          | Scientific Linux 4.3   | Beryllium   |
| 2006-05-26          | Scientific Linux 3.0.7 | Feynman     |
| 2006-10-09          | Scientific Linux 4.4   | Beryllium   |
| 2006-10-31          | Scientific Linux 3.0.8 | Feynman     |
| 2007-05-04          | Scientific Linux 5.0   | Boron       |
| 2007-06-25          | Scientific Linux 4.5   | Beryllium   |
| 2007-10-12          | Scientific Linux 3.0.9 | Legacy      |
| 2008-01-16          | Scientific Linux 5.1   | Boron       |
| 2008-03-12          | Scientific Linux 4.6   | Beryllium   |
| 2008-06-26          | Scientific Linux 5.2   | Boron       |
| 2008-09-03          | Scientific Linux 4.7   | Beryllium   |
| 2009-03-19          | Scientific Linux 5.3   | Boron       |
| 2009-07-28          | Scientific Linux 4.8   | Beryllium   |
| 2009-11-04          | Scientific Linux 5.4   | Boron       |
| 2010-05-19          | Scientific Linux 5.5   | Boron       |
| 2011-03-03          | Scientific Linux 6.0   | Carbon      |
| 2011-04-21          | Scientific Linux 4.9   | Beryllium   |
| 2011-06-21          | Scientific Linux 5.6   | Boron       |
| 2011-07-28          | Scientific Linux 6.1   | Carbon      |
| 2011-09-14          | Scientific Linux 5.7   | Boron       |
| 2012-02-15          | Scientific Linux 6.2   | Carbon      |
| 2012-04-24          | Scientific Linux 5.8   | Boron       |
| 2012-08-08          | Scientific Linux 6.3   | Carbon      |
| 2013-02-05          | Scientific Linux 5.9   | Boron       |
| 2013-03-28          | Scientific Linux 6.4   | Carbon      |
| 2014-01-22          | Scientific Linux 6.5   |             |
| 2014-11-06          | Scientific Linux 6.6   |             |
| 2015-08-20          | Scientific Linux 6.7   |             |
| 2016-07-08          | Scientific Linux 6.8   |             |
| 2017-04-11          | Scientific Linux 6.9   |             |
| 2018-07-05          | Scientific Linux 6.10  |             |
| 2014-10-03          | Scientific Linux 7.0   |             |
| 2015-04-07          | Scientific Linux 7.1   |             |
| 2016-01-26          | Scientific Linux 7.2   |             |
| 2017-01-09          | Scientific Linux 7.3   |             |
| 2017-08-28          | Scientific Linux 7.4   |             |
| 2018-05-02          | Scientific Linux 7.5   |             |
| 2018-11-15          | Scientific Linux 7.6   |             |
| 2019-08-19          | Scientific Linux 7.7   |             |
| 2020-04-24          | Scientific Linux 7.8   |             |
| 2020-10-20          | Scientific Linux 7.9   |             |

### Paquets rajoutés depuis la version 6.x
- abattis-cantarell-fonts, Cantarell, Humanist sans-serif font family

Paquets :
abattis-cantarell-fonts
- icewm, Gestionnaire de fenêtre rapide et léger

Paquets :
icewm
icewm-l10n
Dépendances :
imlib
gtk+
glib
- openafs, système de fichiers distribué

Paquets :
openafs
openafs-authlibs
openafs-client
openafs-compat
openafs-firstboot
openafs-kernel-source
openafs-kpasswd
openafs-krb5
openafs-plumbing-tools
openafs-server
kmod-openafs
- revisor, livecd-tools, liveusb-creator

Paquets :
revisor
revisor-cli
revisor-gui
revisor-isolinux
revisor-rebrand
revisor-reuseinstaller
revisor-unity-scripts
sl-revisor-configs
livecd-tools
liveusb-creator
- yum-autoupdate, mise à jour de la machine via yum

Paquets :
yum-autoupdate
- yum repositories, dépôts yum variés

Paquets :
adobe-release
atrpms-repo
elrepo-release
epel-release
rpmforge-release